# Tommy Smith (labdarúgó, 1990)
Thomas Jefferson Smith (Macclesfield, 1990. március 31.) angol születésű új-zélandi válogatott labdarúgó, aki jelenleg az Ipswich Town játékosa.

## Válogatott
| Válogatott | Szezon   | Mérkőzés | Gól |
| ---------- | -------- | -------- | --- |
| Új-Zéland  |          |          |     |
| 2010       | 7        | 0        |     |
| 2011       | 1        | 0        |     |
| 2012       | 13       | 1        |     |
| 2013       | 6        | 1        |     |
| 2014       | 2        | 0        |     |
| 2015       | 0        | 0        |     |
| 2016       | 0        | 0        |     |
| Összesen   | Összesen | 29       | 2   |